# Телан
Тела́н — остров в России, расположенный в Гижигинской губе в заливе Шелихова Охотского моря, юго-западнее мыса Внутренний, юго-восточнее мыса Теланский, к югу от полуострова Теланский, у западного берега полуострова Тайгонос, который разделяет Гижигинскую и Пенжинскую губы. Остров треугольной формы, длина 1,7 километров. Наивысшая точка 505 метров над уровнем моря. Относится к Северо-Эвенскому району Магаданской области.